# Дмитрий Павлов
Дмитрий Григориевич Па̀влов (на руски: Дмитрий Григорьевич Па̀влов) е съветски военачалник, армейски генерал от 1941 г., герой на Съветския съюз (1937). Разжалван и разстрелян е на 22 юли 1941 г., реабилитиран посмъртно и възстановен в звание през 1956 г.

## Биография
Роден е на 23 октомври 1897 г. в село Вонюх в Кологривски уезд на Костромска губерния (днес Павлово в Костромска област), в семейство на селяни.
През Първата световна война се записва като доброволец на фронта, издигайки се до старши подофицер. През 1916 г. е ранен и взет в плен, като е освободен след края на войната. От 1919 г. е в РККА и воюва в Гражданската война в Русия. В периода 1918 – 1920 г. последователно е командир на взвод, ескадрон и помощник-командир на полк. Встъпва във ВКП(б) през 1919 г.
Павлов завършва Омското висше кавалерийско училище (1922), Военната академия „Фрунзе“ (октомври 1925 – юни 1928) в Москва и академичните курсове към Военно-техническата академия (1931).
В началото на 1923 г. 6-а алтайска отделна кавалерийска бригада, в която служи Павлов на длъжност помощник-командир на полк, е прехвърлена на Туркестанския фронт. През февруари същата година е назначен за командир на отряд и воюва против басмаческата войска на курбаши Турдибай, в района на Ходжент. От август същата година командва 77-и кавалерийски полк в боевете в района на Източна Бухара срещу отрядите на Ибрахим бег и други басмачески водачи. От 1928 г. е командир на кавалерийски и механизирани полкове, командир и комисар на механизирани бригади.
В периода 1936 – 1937 г. се сражава като доброволец на страната на републиканското правителство в Гражданската война в Испания, където е военен съветник и командир на танкова бригада. За разлика от много други съветски офицери, които участват в боевете в Испания, Павлов избягва чистките в Червената армия след завръщането си в СССР.
От 1937 г. е депутат на I сесия на Върховния съвет на СССР. На XVIII конгрес на ВКП(б) е избран за кандидат-член на Централния комитет на партията.
От ноември същата година е началник на Автобронетанковото управление на РККА. Павлов отстоява тезата, че танковете ще имат само поддържаща роля на пехотата. Участва в Зимната война през 1939 – 1940 г., както и в граничните сблъсъци с Япония.
От юни 1940 г. е командващ войските на Западния особен военен окръг. На 22 февруари 1941 г. е сред първите съветски военачалници, получили новото звание „армейски генерал“, превъзхождано тогава само от званието „маршал на Съветския съюз“.
От 21 юни 1941 г. Павлов е командващ войските на Западния фронт – само ден преди нападението на Нацистка Германия срещу СССР.
След разгрома на фронта в Бялистокско-Минския котел на 30 юни е отстранен от командването и е понижен в длъжност заместник-командващ фронта, арестуван е на 4 юли. Предявено му е обвинение в „проявяване на страх, бездействие с властта, отсъствие на разпоредителност; влошаване на управлението на войските, предаване на оръжия и складове на противника; самоволно оставяне на бойни позиции от частите на Западния фронт, давайки на врага възможност да пробие фронта...“ На 22 юли 1941 г. Военната колегия на Върховния съд на СССР осъжда Павлов на смърт, конфискация на имуществото и лишаване от военно звание. и още същия ден е разстрелян и погребан на подмосковския полигон на НКВД.
Павлов е най-висшият съветски офицер, разстрелян по време на Втората световна война. Освен Павлов са осъдени и екзекутирани и по-нисши военачалници от състава на Западния фронт: началникът на щаба на фронта генерал-майор Владимир Климовских и началникът на свързочните служби генерал-майор Андрей Григориев. Командващият артилерията генерал-лейтенант Николай Клич и командирът на 14-и механизиран корпус генерал-майор Степан Оборин са арестувани на 8 юли, после са осъдени и разстреляни. Командващият 4-та армия генерал-майор Александър Коробков е отстранен на 8 юли, на следващия ден е арестуван, а е осъден и разстрелян на 22 юли.
Екзекуцията им се смята за опит на Сталин да отхвърли собствената си вина за катастрофалното отстъпление в първите дни на войната. След смъртта на Сталин всички екзекутирани военачалници са реабилитирани посмъртно и възстановени в звание.

## Награди
- звание „Герой на Съветския съюз“ с медал „Златна звезда“ (1937)
- 3 ордена „Ленин“
- 2 ордена „Червено знаме“